# Tournée des quatre tremplins 2023-2024
Navigation
Édition précédente Édition suivante
La 72e édition de la tournée des quatre tremplins se déroule du 28 décembre 2023 au 6 janvier 2024.
La tournée des quatre tremplins (en allemand : Vierschanzentournee) est une compétition de saut à ski. Elle a lieu annuellement depuis 1953 sur quatre tremplins différents, deux en Allemagne et deux en Autriche, autour du nouvel an.
Ce tournoi revêt une très grande importance aux yeux des spécialistes de la discipline du saut à ski.

## Attribution des points
Le classement de la tournée des quatre tremplins est effectué en additionnant les points obtenus à chaque saut (longueur et notes de style), ceux qui servent à déterminer le classement de chaque compétition de saut à ski quelles qu'elles soient.
Chaque concours de cette tournée compte également pour la coupe du monde de saut à ski 2023-2024 et apporte aux concurrents des points selon les mêmes modalités que les autres concours : 100 points au premier, 80 au deuxième... et un point au 30e.

## Les tremplins
| \| [[Fichier:Alps location map.png\\|600px\\|{{#if:\\|{{{alt}}}\\|Tournée des quatre tremplins 2023-2024 est dans la page Alpes.]]Oberstdorf Garmisch-Partenkirchen Innsbruck Bischofshofen Tournée des quatre tremplins 2023-2024 (Alpes) \| |
| [[Fichier:Alps location map.png\|600px\|{{#if:\|{{{alt}}}\|Tournée des quatre tremplins 2023-2024 est dans la page Alpes.]]Oberstdorf Garmisch-Partenkirchen Innsbruck Bischofshofen Tournée des quatre tremplins 2023-2024 (Alpes)           |

## Calendrier
| q | Qualification | C | Concours |

| Évènements           | Calendrier | Calendrier | Calendrier | Calendrier | Calendrier | Calendrier | Calendrier | Calendrier | Calendrier | Calendrier | Calendrier |
| Évènements           | 28         | 29         | 30         | 31         | 1          | 2          | 3          | 4          | 5          | 6          |            |
| Évènements           | Décembre   | Décembre   | Décembre   | Décembre   | Janvier    | Janvier    | Janvier    | Janvier    | Janvier    | Janvier    |            |
|                      |            |            |            |            |            |            |            |            |            |            |            |
| Oberstdorf HS 137    | q          | C          |            |            |            |            |            |            |            |            |            |
| Garmisch HS 142      |            |            |            | q          | C          |            |            |            |            |            |            |
| Innsbruck HS 128     |            |            |            |            |            | q          | C          |            |            |            |            |
| Bischofshofen HS 142 |            |            |            |            |            |            |            |            | q          | C          |            |
|                      |            |            |            |            |            |            |            |            |            |            |            |

## Classements
|      | \| Rang \| Nom \| Points \| \| ---- \| ----------------- \| ------ \| \| 1 \| Ryōyū Kobayashi \| 1145.2 \| \| 2 \| Andreas Wellinger \| 1120.7 \| \| 3 \| Stefan Kraft \| 1112.7 \| \| 4 \| Jan Hörl \| 1093.5 \| \| 5 \| Anže Lanišek \| 1089.1 \| \| 6 \| Michael Hayböck \| 1066.9 \| \| 7 \| Lovro Kos \| 1043.8 \| \| 8 \| Clemens Aigner \| 1042.4 \| \| 9 \| Marius Lindvik \| 1029.4 \| \| 10 \| Timi Zajc \| 1026.0 \| |        |
| Rang | Nom | Points |
| 1    | Ryōyū Kobayashi | 1145.2 |
| 2    | Andreas Wellinger | 1120.7 |
| 3    | Stefan Kraft | 1112.7 |
| 4    | Jan Hörl | 1093.5 |
| 5    | Anže Lanišek | 1089.1 |
| 6    | Michael Hayböck | 1066.9 |
| 7    | Lovro Kos | 1043.8 |
| 8    | Clemens Aigner | 1042.4 |
| 9    | Marius Lindvik | 1029.4 |
| 10   | Timi Zajc | 1026.0 |

### Tableau récapitulatif
| Étape | Lieu          | Épreuve | Date             | Vainqueur         | Deuxième        | Troisième         | Leader de la Tournée |
| ----- | ------------- | ------- | ---------------- | ----------------- | --------------- | ----------------- | -------------------- |
| 1     | Oberstdorf    | HS 137  | 29 décembre 2023 | Andreas Wellinger | Ryōyū Kobayashi | Stefan Kraft      | Andreas Wellinger    |
| 2     | Garmisch      | HS 142  | 1er janvier 2024 | Anže Lanišek      | Ryōyū Kobayashi | Andreas Wellinger | Andreas Wellinger    |
| 3     | Innsbruck     | HS 128  | 3 janvier 2024   | Jan Hörl          | Ryōyū Kobayashi | Michael Hayböck   | Ryōyū Kobayashi      |
| 4     | Bischofshofen | HS 142  | 6 janvier 2024   | Stefan Kraft      | Ryōyū Kobayashi | Anže Lanišek      | Ryōyū Kobayashi      |

### Résultats officiels
1. ↑  (en) « Oberstdorf (GER) : Men's Large Hill HS137 », sur fis-ski.com, 29 décembre 2023 (consulté le 30 décembre 2023).
2. ↑  (en) « Garmisch-Partenkirchen (GER) : Men's Large Hill HS142 », sur fis-ski.com, 1er janvier 2024 (consulté le 1er janvier 2024).
3. ↑  (en) « Innsbruck (AUT) : Men's Large Hill HS128 », sur fis-ski.com, 3 janvier 2024 (consulté le 5 janvier 2024).
4. ↑  (en) « Bischofshofen (AUT) : Men's Large Hill HS142 », sur fis-ski.com, 6 janvier 2024 (consulté le 6 janvier 2024).
5. ↑  (en) « Oberstdorf (GER) : Men's Large Hill HS137 », sur fis-ski.com, 28 décembre 2023 (consulté le 28 décembre 2023).
6. ↑  (en) « Garmisch-Partenkirchen (GER) : Men's Large Hill HS142 », sur fis-ski.com, 31 décembre 2023 (consulté le 31 décembre 2023).
7. ↑  (en) « Innsbruck (AUT) : Men's Large Hill HS128 », sur fis-ski.com, 2 janvier 2024 (consulté le 4 janvier 2024).
8. ↑  (en) « Bischofshofen (AUT) : Men's Large Hill HS142 », sur fis-ski.com, 5 janvier 2024 (consulté le 7 janvier 2024).